# Philip Gibson Hodge
Philip Gibson Hodge (New Haven, 9 de novembro de 1920 – Sunnyvale, Califórnia, 11 de novembro de 2014) foi um engenheiro estadunidense.

## Obras
- Elasticity and plasticity (com James Norman Goodier), 1958
- Plastic analysis of structures. Nova Iorque : McGraw-Hill, 1959
- Continuum mechanics
- Limit analysis of rotationally symmetric plates and shells